# ویلدنبرگ
ویلدنبرگ (به آلمانی: Wildenberg) یک شهر در آلمان است که در کلهایم واقع شده‌است.